# 埔心羅厝天主堂
埔心羅厝天主堂，又名羅厝耶穌聖名堂，位於台灣彰化縣埔心鄉羅厝村的天主教教堂，為打狗（今高雄）道明會向北佈道首座在中部成立的教堂。
23°56′16″N 120°30′49″E / 23.937840°N 120.513636°E

## 沿革
相傳羅厝村之名，最初係由廣東省饒平客家羅姓人家開墾之故而得名，由於羅厝村鄰近八堡圳支流河域，此處農產豐饒，漸成彰化縣重要的蔬果集散地。
清末光緒元年（1875年），羅厝地方有名商人名喚涂心，涂氏因生意所需經常來往中南部，由於經商時受到天主教會幫助甚多，爾後受到基督宗教教義的感召，興起了在家鄉興建教堂的念頭。同年，西班牙道明會在涂心的引介下，派遣西班牙籍神父吳萬福與傳道師林水蓮租下當地的民房，展開傳教工作。
光緒三年（1877年），吳萬福神父在現今天主堂處購買土地，後於光緒八年（1882年），由繼任的何安慈神父興建第一代的教堂。當年的聖堂係為中式建築，正門懸掛光緒皇帝御賜「奉旨敬教」的石碑等，可惜原聖堂在明治39年（1906年）地震後嚴重受損。
大正元年（1912年）馬守仁神父重建教堂，當時已經進入日治時期，遂以台灣檜木與福州杉為建材，搭造時興歐式的建築外觀。1975年為慶祝羅厝教區駐區一百周年，決議將教堂拆除重建。落成後的第三代教堂建築受到美國瑪利諾會影響，因此外觀便成為帶有美國西部鄉村風格的清水紅磚建築。
羅厝天主堂於2001年入選台灣歷史建築百景，名列第27位。此外，羅厝天主堂兩側的文物館仍為第二代教堂時建築，展示有羅厝天主堂舊文物，文物館在2002年被納入彰化縣歷史建築列管。

## 軼聞
- 羅厝天主堂神父從開堂初始到日治時期結束之前，有十四屆的神父皆是西班牙籍，日治時期結束後則多由美國籍神父擔任。[7]
- 羅厝天主堂除了傳教歷史悠久，美國籍神父胡德克也利用教堂空間開辦中部第一所孤兒院，對地方的可謂關懷不遺餘力。[7]
- 教堂藏有「天神鐘」與光緒皇帝御賜石碑等珍歷史貴文物。其中，「天神鐘」又名「八寶大銅鐘」，由銀銅合金打造而成；據傳二次大戰末期，物資缺乏，日本軍警大舉搜刮各地金屬，曾看上該鐘，信徒因不願天神鐘流入日本人手中，遂從屋頂取下準備掩藏，卻不慎在搬運過程中摔破天神鐘一小角。[7][2]
- 昭和十年（1936年），埔心羅厝出身的涂敏正（1908-1982）晉鐸，成為首位台灣籍的神父，而涂敏正的祖父正是最初從高雄延請神父來羅厝村傳教的引介人－涂心。[8][9]
- 1977年與1979年間，台灣仍處戒嚴時期，當時主持羅厝天主堂的郭佳信神父（Fr. Ronald J Boccieri）曾兩次庇護政治犯陳菊。[10]1979年美麗島事件爆發後，郭佳信神父也被驅逐出境，解嚴後才有機會重返台灣。[11]

## 外部連結
- 埔心羅厝天主堂的Facebook專頁